# Прапор Єгипту
Державний прапор (عَلَمْ مِصر [ˈʕælæm mɑsˤɾ]) Єгипту складається з трьох рівних горизонтальних смуг: червоної (зверху), білої та чорної. У центрі білої смуги зображена національна емблема (щит, на якому зображений золотий орел, який в лапах тримає сувій з назвою країни арабською мовою).

## Символіка
Червоний колір прапора співвідноситься з часовим відрізком до 1952 року, коли при владі перебували військові. У той час Єгипет воював проти Британського диктату. Білий символізує революцію 1952 року, яка поклала край монархії без кровопролиття. Чорний колір означає припинення правління Британії над Єгиптом.

## Кольорова схема
|      | Червоний   | Білий       | Чорний    | Золотий     |
| ---- | ---------- | ----------- | --------- | ----------- |
| RGB  | 206/17/38  | 255/255/255 | 0/0/0     | 192/147/0   |
| HEX  | #ce1126    | #FFFFFF     | #000000   | #c09300     |
| CMYK | 0/92/82/19 | 0/0/0/0     | 0/0/0/100 | 0/23/100/25 |

## Історія
- Єгипетське королівство

Перший національний прапор Єгипту був прийнятий відповідно до Королівського Декрету в 1923 році, коли Єгипет здобув умовну незалежність від Великої Британії в 1922 році. Прапор був зеленого кольору з білим півмісяцем і трьома зірками посередині.
- Об'єднана Арабська Республіка

У 1958 році президентським декретом був затверджений новий прапор для Об'єднаної Арабської Республіки, яка тоді об'єднувала Сирію і Єгипет. Новий прапор містив три кольори — червоний, білий з двома зеленими зірками посередині і чорний.
- Республіка Єгипет

У 1972 році зірки замінили золотим яструбом. У 1984 році яструба замінили золотим орлом.

### Прапори

Прапор Мамелюцького султанату (1250—1517).
Прапор Єгипетського еялету Османської імперії (до 1805).
Прапор еялету часів Мухаммеда Алі й Єгипетського хедивату  (1805—1914).
Прапор Єгипетського султанату (1914—1922).
Прапор Єгипетського королівства (1922—1952).
Прапор Єгипетської революції (1953–1958) — триколор Єгипетської революції 1952 з орлом Саладіна в центрі та символічними трьома зірками, що представляють 3 авраамічні релігії
Прапор Об'єднаної Арабської Республіки (1958—1972).
Прапор Єгипетської республіки (1972—1984).

### Проєкти

Проєкти початку 1950-х